# Duane Peters

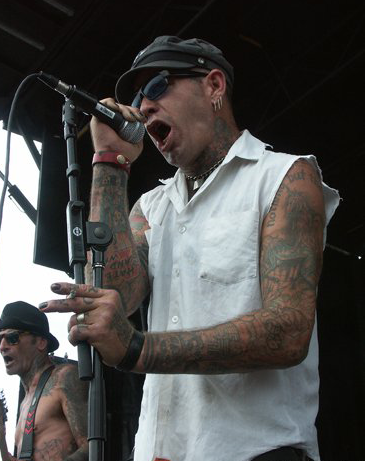
Duane Peters

Duane Peters (* 12. Juni 1961 in Anaheim, Kalifornien) ist ein US-amerikanischer Profi-Skateboarder, Punkrock-Komponist und Sänger.

## Leben und Skateboard-Karriere
Duane Peters zählte schon in den 1970er Jahren zu einem der erfolgreichsten Newcomer in der damals stark anwachsenden Skateboardszene. Nicht nur aufgrund der Vielzahl an erfundenen Tricks, sondern auch mit seinem schnellen und aggressiven Skate-Stil entwickelte er sich zu einem der einflussreichsten Skateboarder in den 1980ern.
Peters war in den 1970ern einer der ersten Skateboardfahrer, die von allgemeinen Trends abwichen. Zu dieser Zeit waren entweder Jeans oder kurze Sporthosen und lange Stutzen (70er Style) üblich, Peters aber trug abgeschnittene und zerrissene Jeans und keine üblichen Marken-T-Shirts, sondern Totenkopfmotive. Er brachte recht früh den Punk-Rock in die Skateszene ein. Peters schnitt seine langen Haare ab und färbte sie, trug einmal einen Mohawk (Irokesenhaarschnitt) oder hatte ein anderes Mal ganz kurz geschorene Haare. Peters beeinflusste nicht nur den Style, sondern auch die Musik; er brachte zu den Contests eigene Kassetten mit Musik von Black Flag oder ähnlichen Bands mit und bat, dass man bei seinem Run dann diese Musik spielen sollte.
Peters ist dafür bekannt, eine Vielzahl an Skateboard-Tricks und Moves erfunden zu haben. Dazu zählen unter anderem: Acid Drop in einen Pool, Layback Roll-Out, Indy Air, Sweeper, Backside Layback Roll-Out Revert, Fakie Hang Up (Disaster), Invert Revert und Fakie Thruster. Gemeinsam mit Neil Blender modifizierte er den einst statischen Footplant zum dynamischen Fastplant. Den größten Teil seiner Tricks erfand er oft direkt bei einem Contest; um seine Konkurrenten auszustechen, variierte er einige der üblichen Tricks und erfand somit neue. Daneben führte er als erster Skateboarder einen Looping durch. Hierfür wurde eigens eine Rampe mit anschließendem Looping aufgebaut. Peters unternahm mehrere Versuche, die alle gefilmt wurden. Als es dann an den echten Looping ging, musste der Kameramann die Filmkassette tauschen. So wurde der einzige vollendete Looping nur fotografiert und nicht gefilmt.
Den ersten Kontakt mit Drogen hatte Peters im Alter von 16 Jahren. Nach einem Sturz beim Skaten war sein linker Arm so kompliziert gebrochen, dass die Ärzte tagelang um ihn kämpfen mussten. Man überlegte kurzzeitig eine Amputation. Schließlich konnte der Arm gerettet werden. Die stark morphinhaltigen Medikamente hinterließen aber Spuren bei Peters. Immer öfter probierte er härtere Drogen aus. Anfang der 80er ging Peters nach San Francisco, wo er bei einer der damaligen Skate Gangs namens „The Jaks“ Mitglied wurde. Dort kam er intensiv mit Alkohol und anderen Drogen in Kontakt. Sein ungesunder Lebenswandel in den 1980er Jahren war geprägt von intensivem Drogenkonsum. Peters fuhr zwar weiterhin Contests, geriet aber bald durch die Newcomer der Szene wie Tony Hawk, Steve Caballero, Mike McGill oder Lance Mountain ins Hintertreffen. Peters hatte zu dieser Zeit eine Freundin, mit der er zwei Kinder hatte. Da er schwer abhängig von Alkohol und anderen Drogen war und seine Freundin wegen Kreditkartenbetrugs eine Gefängnisstrafe absitzen musste, wurden beide Söhne von der Fürsorge zur Betreuung an die Großeltern seiner damaligen Freundin übergeben – fortan durfte Peters seine Kinder nicht mehr sehen. Anfang der 90er war Peters so extrem den Drogen verfallen, dass er zwei Mal als klinisch tot in die Notaufnahme eingeliefert wurde. Den Ärzten gelang es jeweils, Peters ins Leben zurückzuholen.
Mitte der 90er erschien Peters wieder in der Szene. Er bekam ein Promodle von Beer City Skateboards. Peters wurde auch wieder der Zugang zu seinen Kindern gewährt, es entstand ein sehr inniges Verhältnis. Ende der 90er war er auf vielen Skateboard Contests anzutreffen, wo er meist mit Kollegen aus alter Zeit wie Dave Duncan, Jay Adams oder Salba in der Veteranenklasse mitfuhr.
2004 heiratete Peters seine Bandkollegin Corey Parks. Ebenfalls 2004 brachte sie ihren gemeinsamen Sohn Clash Thomas Peters zur Welt. Die Geburt seines Sohnes bewegte Peters dazu, seinen Drogenkonsum zu reduzieren. Immer wieder versuchte er den Entzug, wurde aber immer wieder rückfällig.
Ein weiterer Anlass für seinen Rückfall war 2007 der Unfalltod seines Sohnes Chess aus seiner ersten Beziehung. Der Rückfall war so stark, dass eine gesamte Tour seiner Band „Die Hunns“ abgesagt werden musste.
Heute ist Peters ein Pro-Teamfahrer für die Marke Pocket Pistols Skates (eine Tochterfirma von Black Label Skateboards). Black Label brachte im Jahre 2005 eine filmische Biografie Peters’ auf den Markt: Who Cares: The Duane Peters Story.

## Musik-Karriere
1993 gründete er mit Kerry Martinez die Punkband U.S. Bombs, wo Peters als Sänger und Texter tätig ist. Danach bzw. parallel folgten einige kleinere Projekte wie Political Crap, Duane Peters Gunfight und Exploding Fuck Dolls.
Im Jahre 2000 gründete Peters mit Rob Milucky die Band „The Hunns“, in der er ebenfalls als Sänger und Komponist tätig ist. Das Bemerkenswerte an „The Hunns“ war, dass diese Band in nur zwei Jahren gleich drei komplette Alben veröffentlichte.
Im Jahre 2002 traf Peters bei einem Konzert mit The Damned seine zukünftige Frau Corey Parks, eine hochgewachsene Bassistin, welche gerade ihre Band Nashville Pussy verlassen hatte. Parks stieg bei „The Hunns“ als Bassistin ein. Kurz darauf änderte die Band den Namen in „Die Hunns“ und nahmen das Album „Long Legs“ auf.
Duane Peters betreibt auch ein eigenes Plattenlabel unter dem Namen „Disaster Records“.

## Sonstiges
Duane Peters ist für sein markantes Aussehen bekannt. Er ist am ganzen Körper tätowiert, und ihm fehlen die vorderen Schneidezähne.
Duane Peters betreibt seit einigen Jahren sein eigenes Modelabel unter dem Namen „DISASTR77“. Die Mode und Motive sind eine Reminiszenz an die Punkrock-Mode der 1970er-Jahre, vor allem des Jahres 1977. Neben T-Shirts mit selbstgestalteten Motiven gibt es limitierte Auflagen von Kunstdrucken, die von Skateboardern wie z. B. Jason Admas gestaltet wurden. Im Jahre 2009 designte er für den südkalifornischen Sonnenbrillenhersteller Tres Noir eine Limited Edition des Klassikers „Police & Thieves“. Der Spitzname von Duane Peters ist „Master of Disaster“ (Herr des Desasters), dieser spiegelt sich z. B. im Namen seines Plattenlabels (Disaster Records) oder im Namen seines Modelabel DISASTR77 wider.

## Skateboard-Wettbewerbe
- Erster im Vert-Skating beim Skate City Whittier Pro-Am Contest im Jahre 1981.

## Diskografie
Mit Exploding Fuck Dolls:
- Crack the Safe LP

Mit U.S. Bombs:
- Garibaldi Guard! LP
- Nevermind the Opened Minds EP
- War Birth LP
- The World LP
- 2001/Lost in America Live LP
- Back at the Laundromat LP
- Covert Action LP
- Put Strength in the Final Blow: Disaster Edition LP
- We are the Problem LP

Mit (The Hunns) Die Hunns:
- Not Gonna Pay 7"
- Tickets to Heaven LP
- Wayward Bantams LP
- Unite LP
- Wild 7"
- Long Legs, Die Hunns LP
- Time Has Come Today 7"
- Marshall Law 7" Split with Radio One
- You Rot Me LP
- Live Fast... Die Hunns LP

Mit Duane Peters Gunfight:
- Duane Peters Gunfight LP
- Checkmate

## Referenzen
- Brooke, Michael (1999). Concrete Wave: The History Of Skateboarding. ISBN 1-894020-54-5.

| Personendaten    | Personendaten                       |
| ---------------- | ----------------------------------- |
| NAME             | Peters, Duane                       |
| KURZBESCHREIBUNG | US-amerikanischer Skater und Sänger |
| GEBURTSDATUM     | 12. Juni 1961                       |
| GEBURTSORT       | Anaheim, Kalifornien                |